# اریک اولسون (تیرانداز ورزشی)
اریک اولسون (انگلیسی: Erik Ohlsson; ۲۰ نوامبر ۱۸۸۴ – ۱۹ سپتامبر ۱۹۸۰) ورزشکار ورزش تیراندازی اهل سوئد بود.
وی در مسابقات کشوری و بین‌المللی در مجموع برندهٔ ۱ مدال نقره، ۱ مدال برنز شده‌است.